# Opel Kapitän/Admiral/Diplomat A
Kapitän, Admiral und Diplomat, kurz: Opel KAD A waren Oberklasse-Modelle, die von Frühjahr 1964 bis Herbst 1968 von der seinerzeit zum US-amerikanischen Automobilkonzern General Motors (GM) gehörenden Adam Opel AG in Rüsselsheim gebaut wurden. Das A zeigt an, dass dies die erste Version der Modellreihe ist. Beworben wurden diese neuen Oberklasse-Fahrzeuge als „Die großen Drei aus Rüsselsheim“. Günstigstes Modell war der Kapitän, das Modell Admiral als Nachfolger des Kapitän P 2,6 hatte eine bessere Ausstattung und die Spitze bildete der Diplomat mit verstärktem Fahrwerk, serienmäßigen V8-Motoren und nochmals verbesserter Ausstattung. Die KAD A-Reihe wurde im Frühjahr 1969 von der KAD B-Reihe abgelöst, deren Karosserien etwas kleiner und glattflächiger waren. Die durch den Mutterkonzern GM bedingten, US-amerikanischen Einflüsse beider KAD-Baureihen waren jedoch unübersehbar und fanden beim potentiellen Käuferkreis in Deutschland und Europa nicht den gewünschten Anklang.

## Kapitän A (1964–1968)
Der Kapitän A hatte einen horizontal betonten Kühlergrill und weniger Chromzierrat als die beiden anderen Modelle.
Anfangs wurde er mit einem 2,6 Liter großen Sechszylinder-Reihenmotor und einer Leistung von 73,5 kW (100 PS) angeboten. Im September 1965 wurde dieser durch den neu konstruierten Reihenmotor Opel CIH mit sechs Zylindern, 2,8 Litern Hubraum und 92 kW (125 PS) abgelöst.
Zusätzlich gab es ab September 1965 den „Kapitän A V8“ mit einem 4,6-Liter-V8-Motor der Konzernschwester Chevrolet mit 140 kW (190 PS). Von dieser Version wurden nur 113 Fahrzeuge gebaut. Für den österreichischen Markt gab es zusätzlich aus steuerlichen Gründen eine 2,5-Liter-Version mit 82,5 kW (112 PS).
Ebenfalls ab September 1965 entfielen die Opel-Schriftzüge an den vorderen Kotflügeln, gleichzeitig erschien der Name Opel im Kühlergrill. Im September 1967 wurden die Kapitän-Schriftzüge von den hinteren Dachpfosten an die vorderen Kotflügel verlegt und der Kapitän bekam seitliche Schutzleisten. Der Kapitän A mit seiner vorderen Sitzbank war der letzte Opel-Personenwagen mit sechs Sitzplätzen. Dies war seinerzeit ein Kaufargument.
Insgesamt wurden 24.249 Exemplare von Februar 1964 bis November 1968 gebaut, davon alleine 15.030 Modelle mit dem 2,6-Liter-Motor bis August 1965.

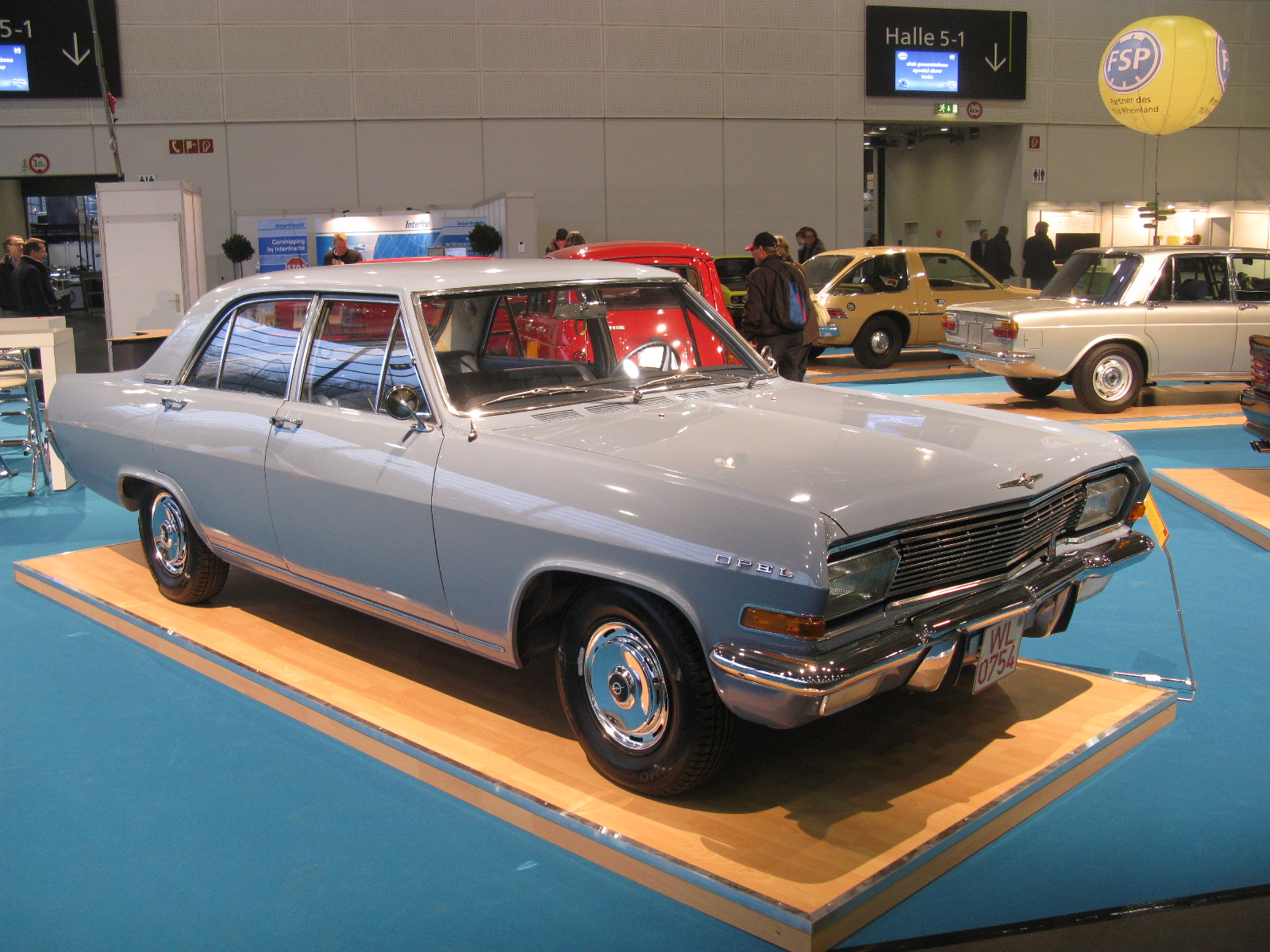
Opel Kapitän (1964–1965)
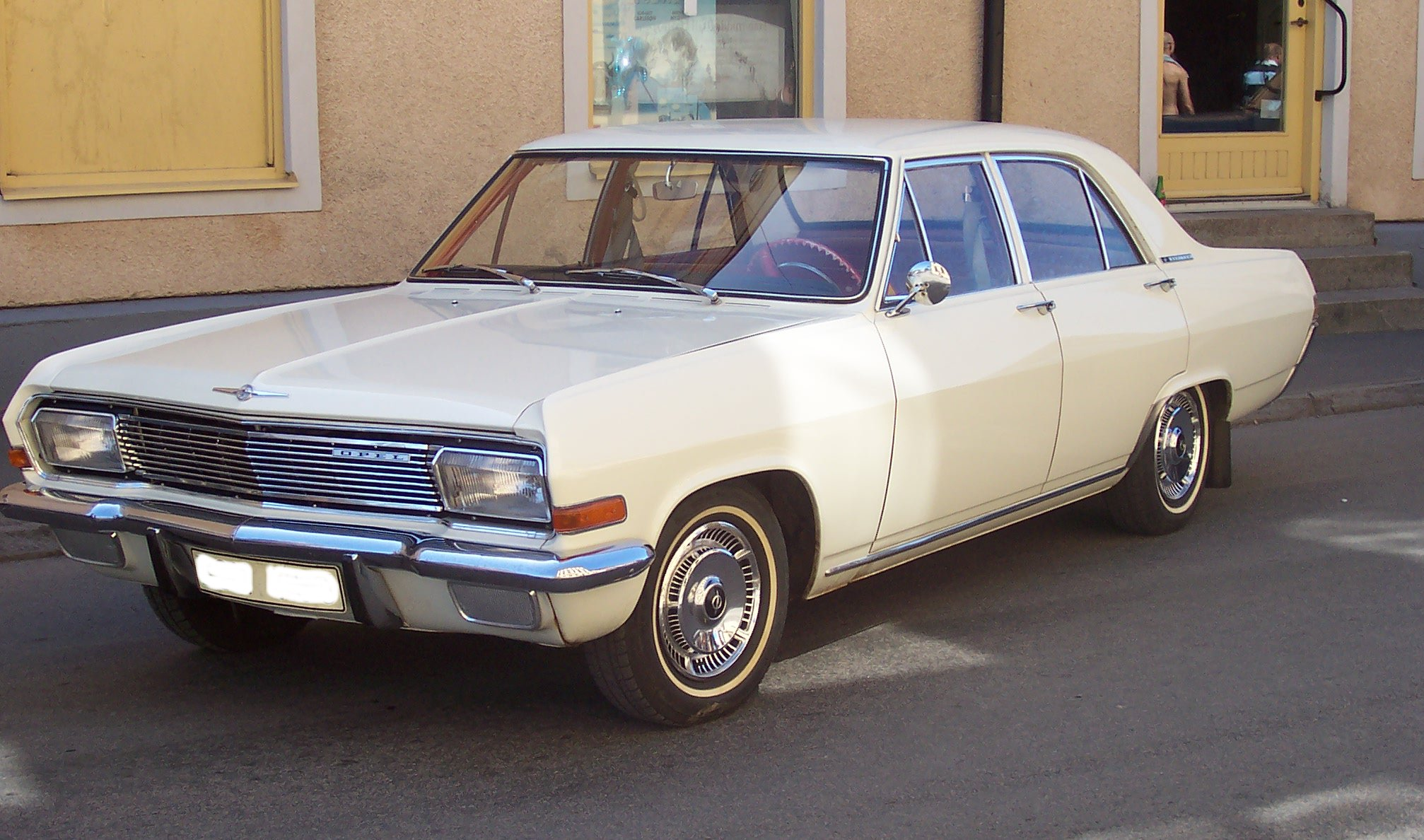
Opel Kapitän (1965–1967)

## Admiral A (1964–1968)
Der Admiral A war eine in diversen Details aufgewertete Ausführung des Kapitän A, quasi das „L“-Modell wie zuvor der Kapitän P „L“. Die Bezeichnung wurde vom Vorkriegsmodell Admiral übernommen, das von Frühjahr 1937 bis Herbst 1939 gebaut wurde.
Der Admiral A hatte einen gitterförmig betonten Kühlergrill. Während der Kapitän A nur chromverzierte Einstiegsleisten hatte, bot der Admiral A chromeingefasste Radausschnitte. Ab September 1967 gab es auch eine verchromte Seitenschutzleiste.
Die Motorenpalette entsprach der des Kapitän A. Auf Wunsch gab es eine Servolenkung, ein abblendbarer Innenspiegel war serienmäßig, ebenso zwei Einzelsitze vorne und eine Mittelkonsole. Ab März 1965 wurde auch der Admiral V8 mit dem 140 kW (190 PS) leistenden und 4,6 Liter großen Chevrolet-V8-Motor angeboten, der den über 1,5 t schweren Wagen in knapp 10 Sekunden von 0 auf 100 km/h beschleunigte und 200 km/h schnell machte. Jedoch wurden von diesem Modell nur 623 Exemplare ausgeliefert, das mit 15.950 DM (das entspricht inflationsbereinigt etwa 40000 EUR) rund 3.750 DM teurer war als der Admiral mit Sechszylindermotor. 
Mit Beginn des Modelljahres 1966 entfielen ab September 1965 die Opel-Schriftzüge an den vorderen Kotflügeln, gleichzeitig erschien der Name Opel im Kühlergrill. Im September 1967 wurden die Admiral-Schriftzüge von den hinteren Dachpfosten an die vorderen Kotflügel verlegt.
Der Admiral A wurde von April 1964 bis November 1968 in 55.876 Exemplaren hergestellt, wovon 31.318 Einheiten auf den bis August 1965 angebotenen 2,6-Liter-Motor entfielen, das meistverkaufte Modell der KAD A-Reihe.

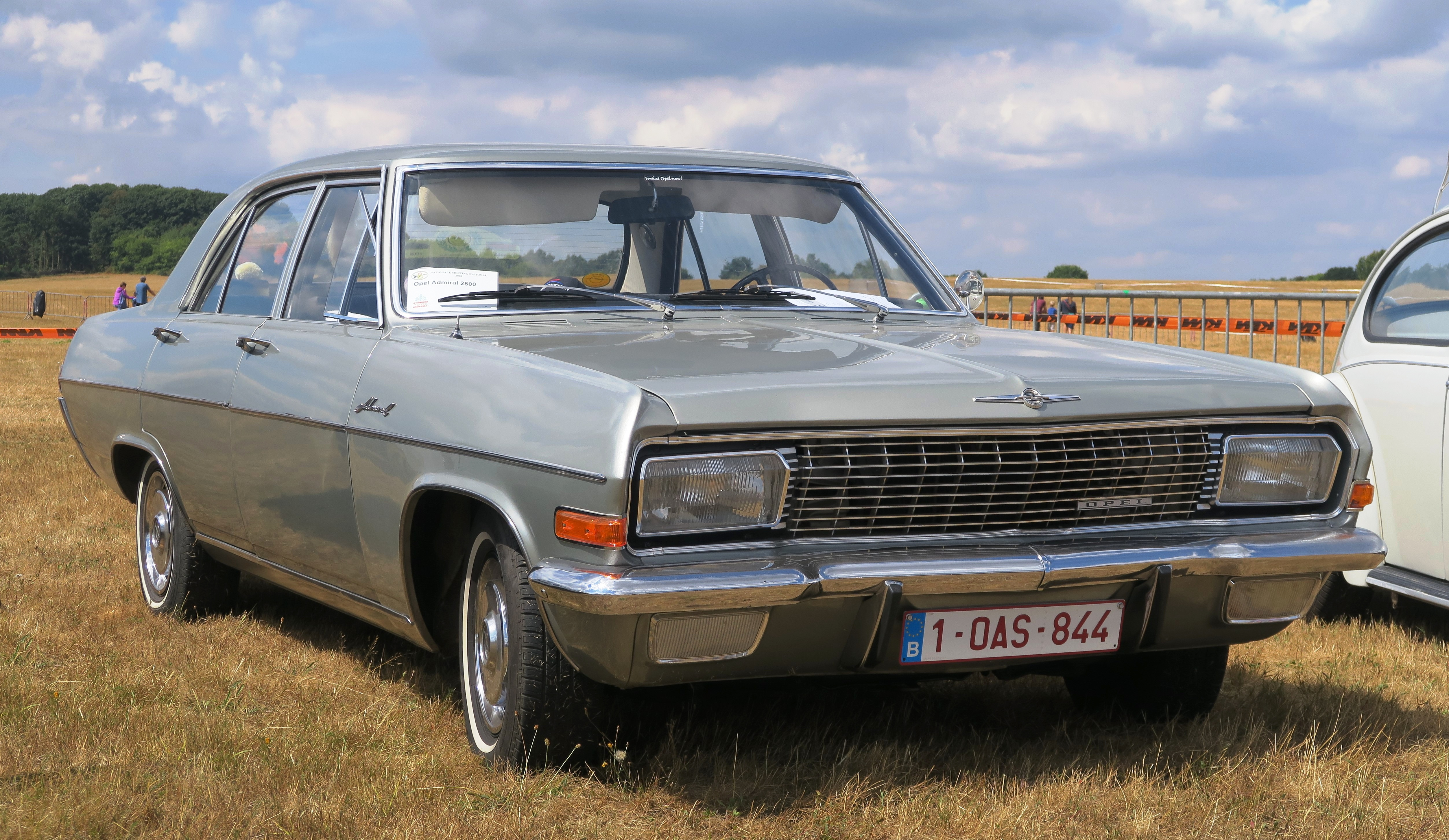
Opel Admiral (1964–1965)
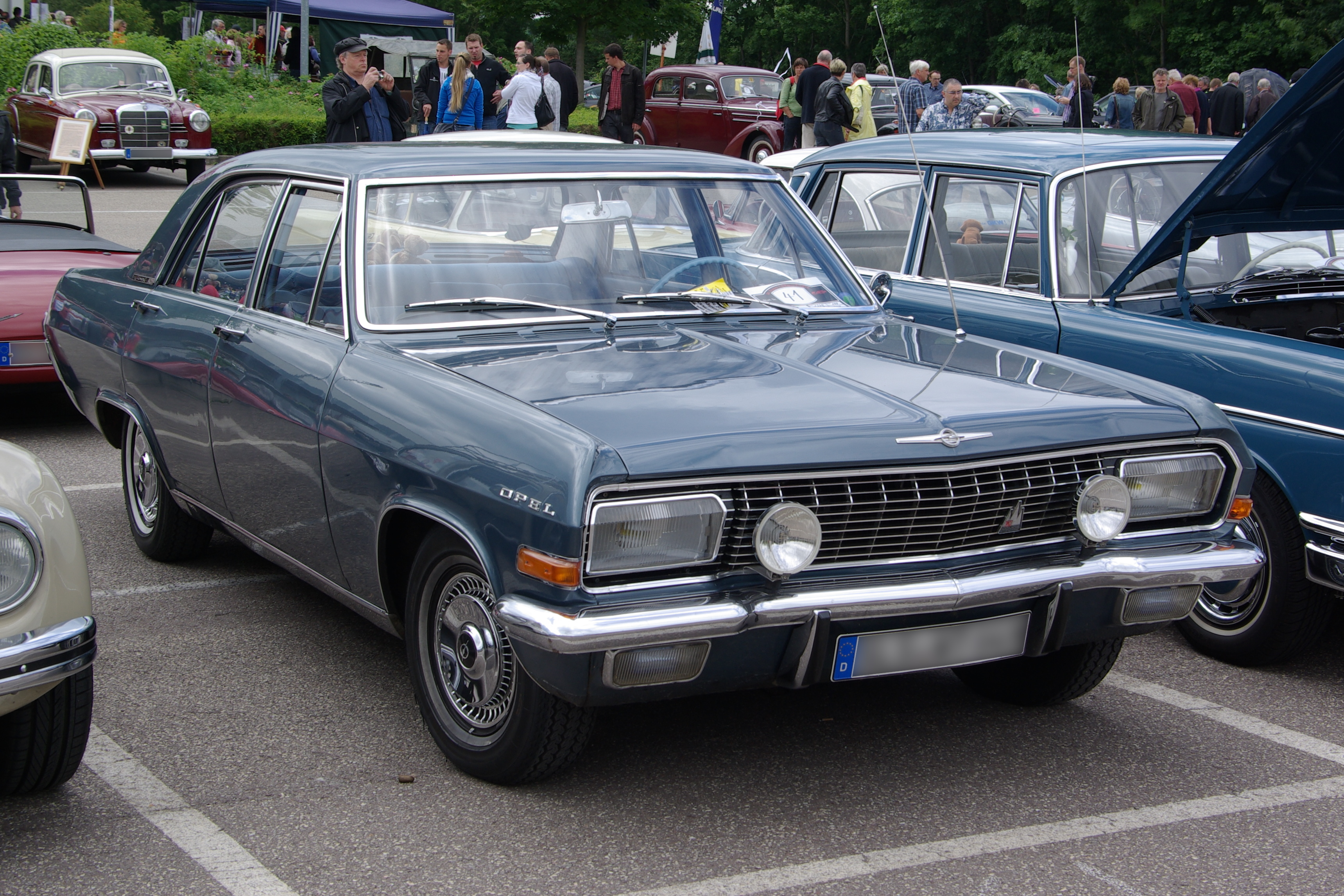
Opel Admiral (1964–1965)
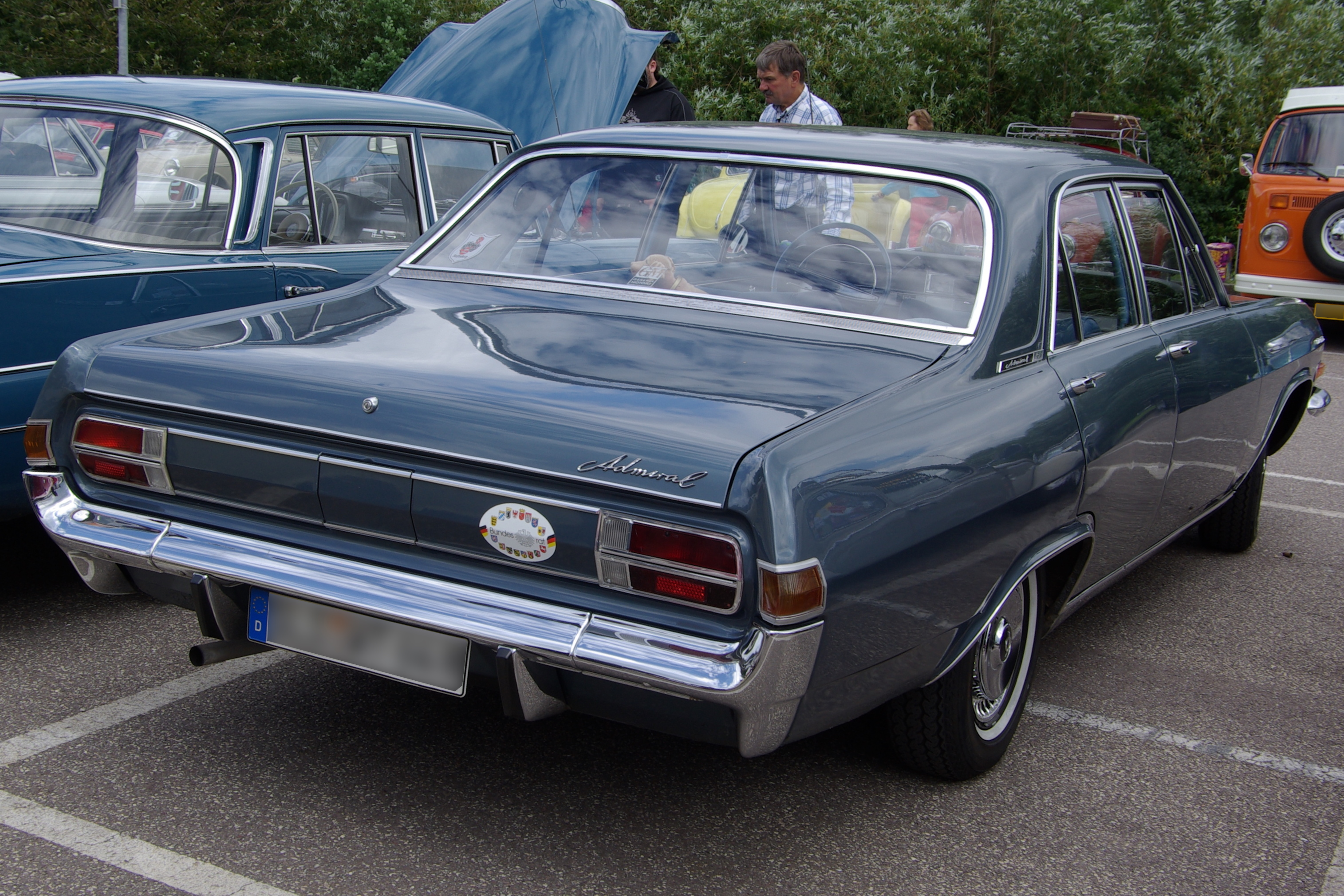
Heckansicht
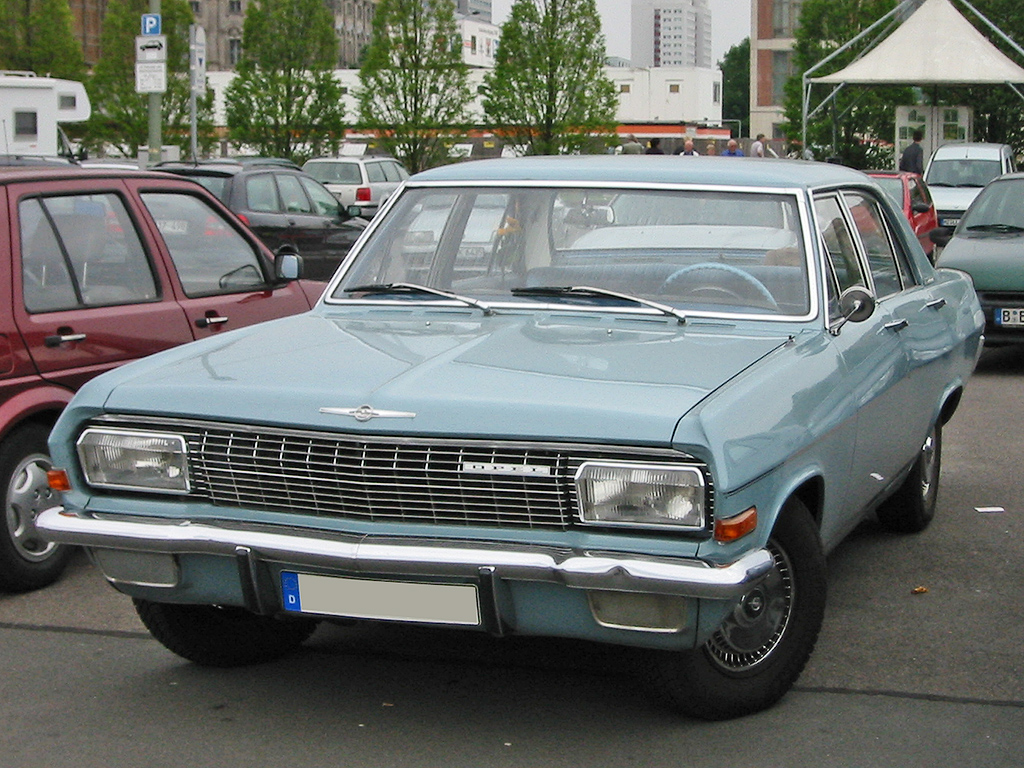
Opel Admiral (1965–1967)

## Diplomat A

### Limousine (1964–1968)
Der ausschließlich mit Achtzylindermotoren angebotene Diplomat A war das Opel-Spitzenmodell jener Zeit. Anders als der spätere Diplomat B wurde er ausschließlich mit leistungs- und drehmomentstarken Chevrolet-V8-Motoren ausgeliefert. Das Fahrwerk des Diplomat war durch verstärkte Federn und größere Reifen (15-Zoll-Gürtelreifen) und einen Bremskraftregler hinten auf hohe Geschwindigkeiten ausgelegt. Eine Servolenkung war ebenfalls serienmäßig. Auch in der Ausstattung hob sich der Diplomat von Kapitän und Admiral ab. Dazu zählten ein Vinyldach, große Mittelkonsole mit Automatik-Wählhebel, eleganteres Interieur mit Furniereinlagen an Türverkleidungen, Instrumententafel und im Lenkrad und andere Details mehr.
Alle V8-Modelle des KAD besaßen zwei Auspuffstränge, die links und rechts unter dem Heckabschlussblech enden. Im Gegensatz zu Kapitän und Admiral trug der Diplomat von Anfang an die seitlichen Typen-Schriftzüge auf den vorderen Kotflügeln. Beim Modelljahreswechsel im September 1967 bekam der Diplomat A seitliche Schutzleisten. Die Mitteltunnelkonsole mit verchromten Wählhebel der Getriebeautomatik war mit einem Staufach versehen. Dort befand sich auch die Schalterleiste der serienmäßigen elektrischen Fensterheber vorn und hinten, damals auch in der Oberklasse noch eine exklusive Besonderheit.
Der V8-Motor mit 4638 cm³ Hubraum und 140 kW (190 PS) Leistung wurde zusammen mit dem zweistufigen „Powerglide“-Automatikgetriebe aus den USA von der Opel-Konzernmutter General Motors geliefert. Dort war dieser Motor (in den USA mit der Hubraumbezeichnung 283 Kubikzoll) die Standardausrüstung der Chevrolet V8-Wagen und dort allgemein als „small block“ bekannt. Ab September 1966 wurde auch für die Limousine gegen Aufpreis von ca. 960 DM der 5,4-Liter-Motor mit 169 kW (230 PS) aus dem Diplomat Coupé zusammen mit dessen 250 km/h-Tacho unter der Bezeichnung Diplomat 5.4 angeboten. Zu erkennen war diese Version am zusätzlichen Emblem „5.4“ auf dem Kofferraumdeckel neben dem Diplomat-Schriftzug anstatt des V8-Zeichens. Die Motorleistung von 190 PS beziehungsweise 230 PS war zur damaligen Zeit selbst in dieser Klasse ungewöhnlich. Mit einer Beschleunigung von 0 bis 100 km/h in weniger als 11 Sekunden und einer Spitzengeschwindigkeit von etwa 200 km/h zählte der Diplomat damals zu den schnellsten Großserienfahrzeugen in Europa.
Anfangs war dem Diplomat in der Presse und in der Öffentlichkeit noch recht viel Beifall beschieden. So schrieb zum Beispiel die Fachzeitschrift Auto, Motor und Sport in ihrer 3. Ausgabe von 1965: „Was die Bequemlichkeit des Fahrens angeht, entspricht der Diplomat völlig seinen amerikanischen Geschwistern. Für Europa setzt er neue Maßstäbe jenseits aller Schalterei.“ Auch Straßenlage, Laufruhe und Karosserieverarbeitung wurden gelobt. Kritik ernteten lediglich der nur mittelmäßige Federungskomfort und der hohe Verbrauch im Kurzstreckenbetrieb. Nach einiger Zeit jedoch stellte sich heraus, dass der aus den USA unverändert übernommene Chevrolet-V8-Motor den harten thermischen Anforderungen bei Dauervollgasfahrten auf deutschen Autobahnen nicht gewachsen war. Dieses Manko wurde 1965 durch die Einführung eines noch größeren 5,4-Liter-V8 mit 169 kW (230 PS) behoben. Dieser Motor war eine spezielle Version des „327 cid small block“ aus der Chevrolet Corvette, welcher für Rennzwecke modifiziert worden war und sich daher auch für den Autobahnbetrieb problemlos eignete. Allerdings war dieser Motor anfangs ausschließlich im Diplomat Coupé zu haben und wurde erst später wahlweise für die Limousine angeboten. Die anfänglichen technischen Unzulänglichkeiten schädigten den Ruf des Diplomat ebenso wie der extreme Benzinverbrauch von über 20 Liter/100 km bei schneller Fahrt oder Kurzstreckenverkehr.
Insgesamt wurden von Juni 1964 bis November 1968 8848 Exemplare der Limousine gebaut, aber nur 330 Einheiten mit dem 5,4-Liter-Motor.

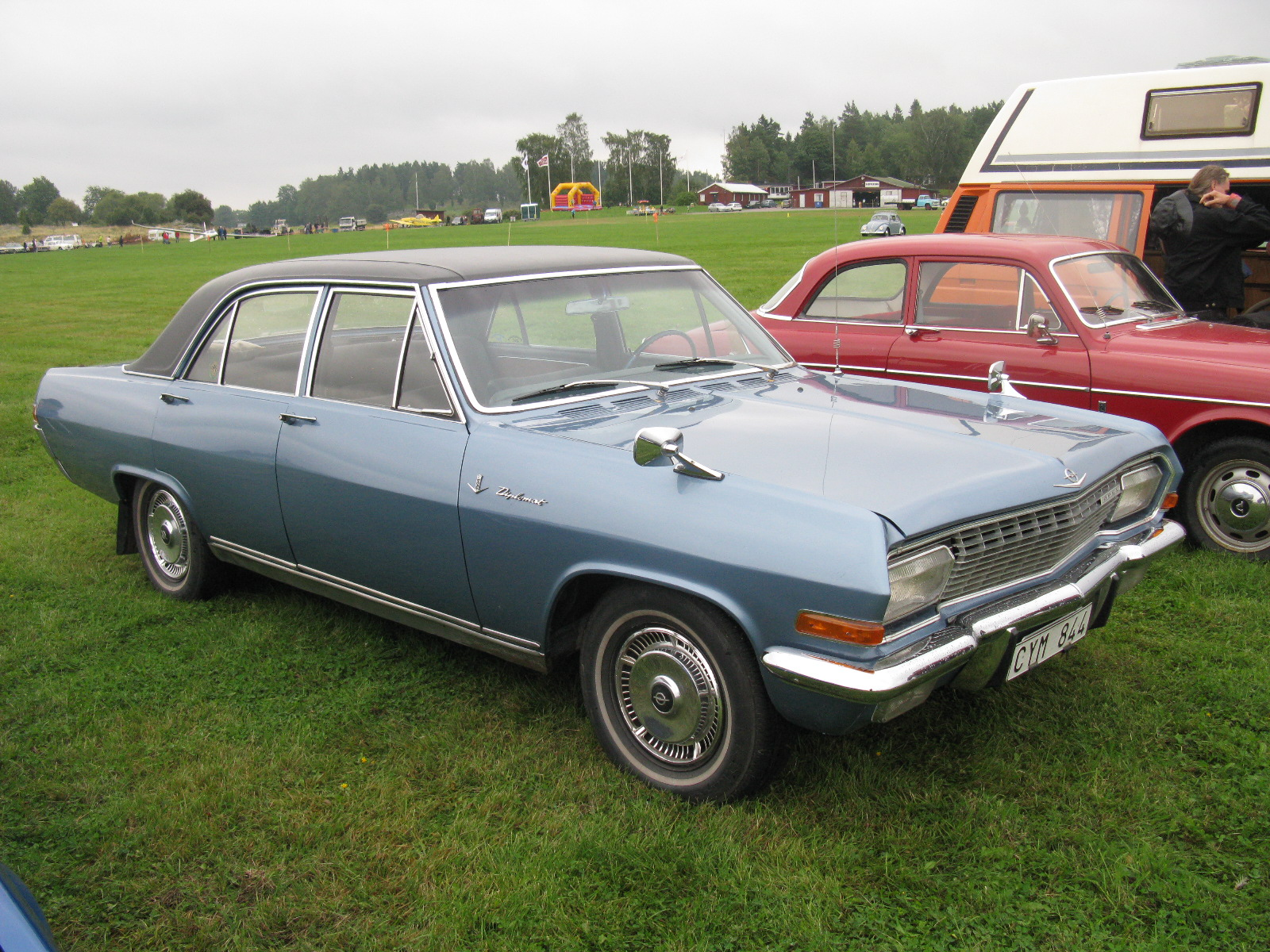
Opel Diplomat (1964–1965)
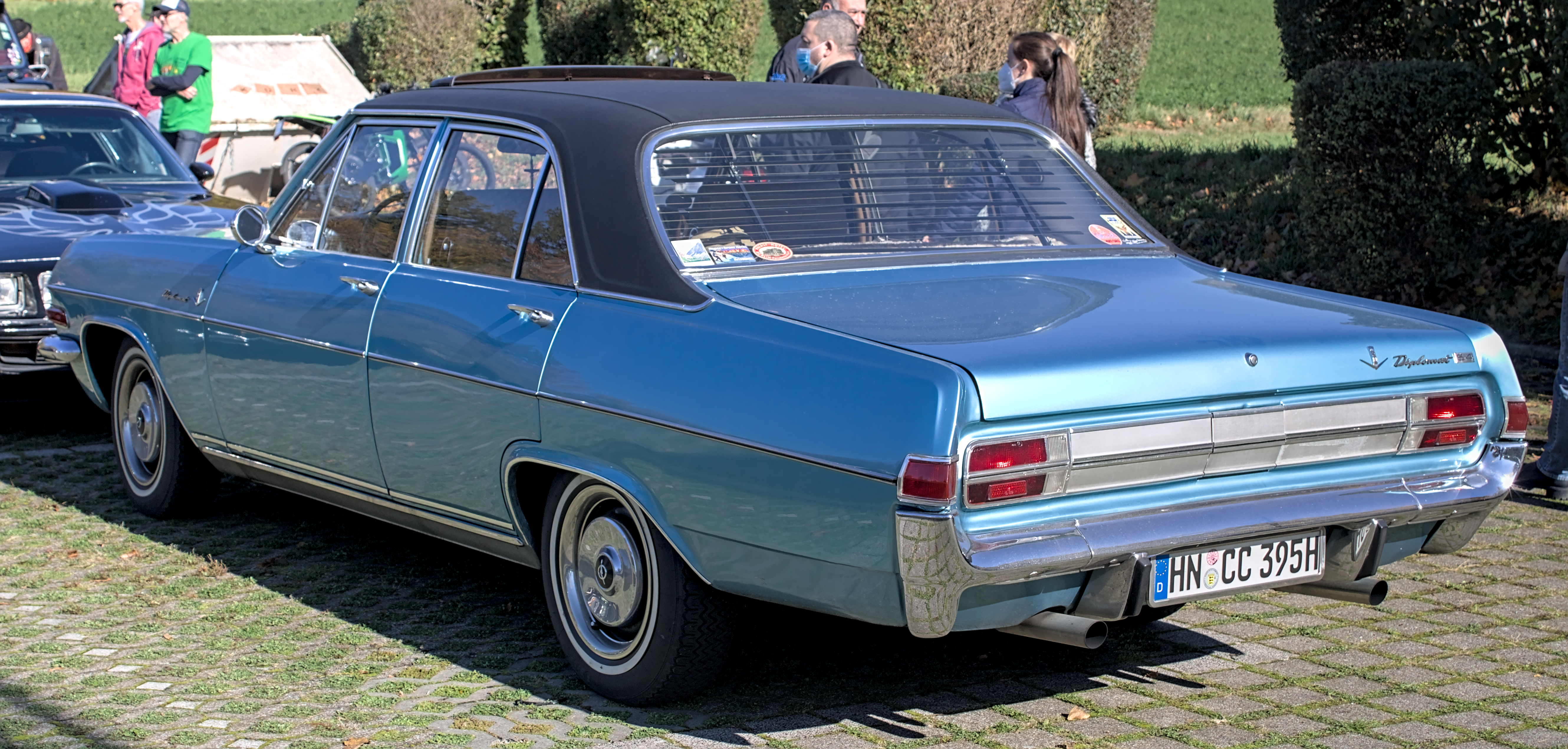
Opel Diplomat (1967–1968)

### Coupé (1965–1967)

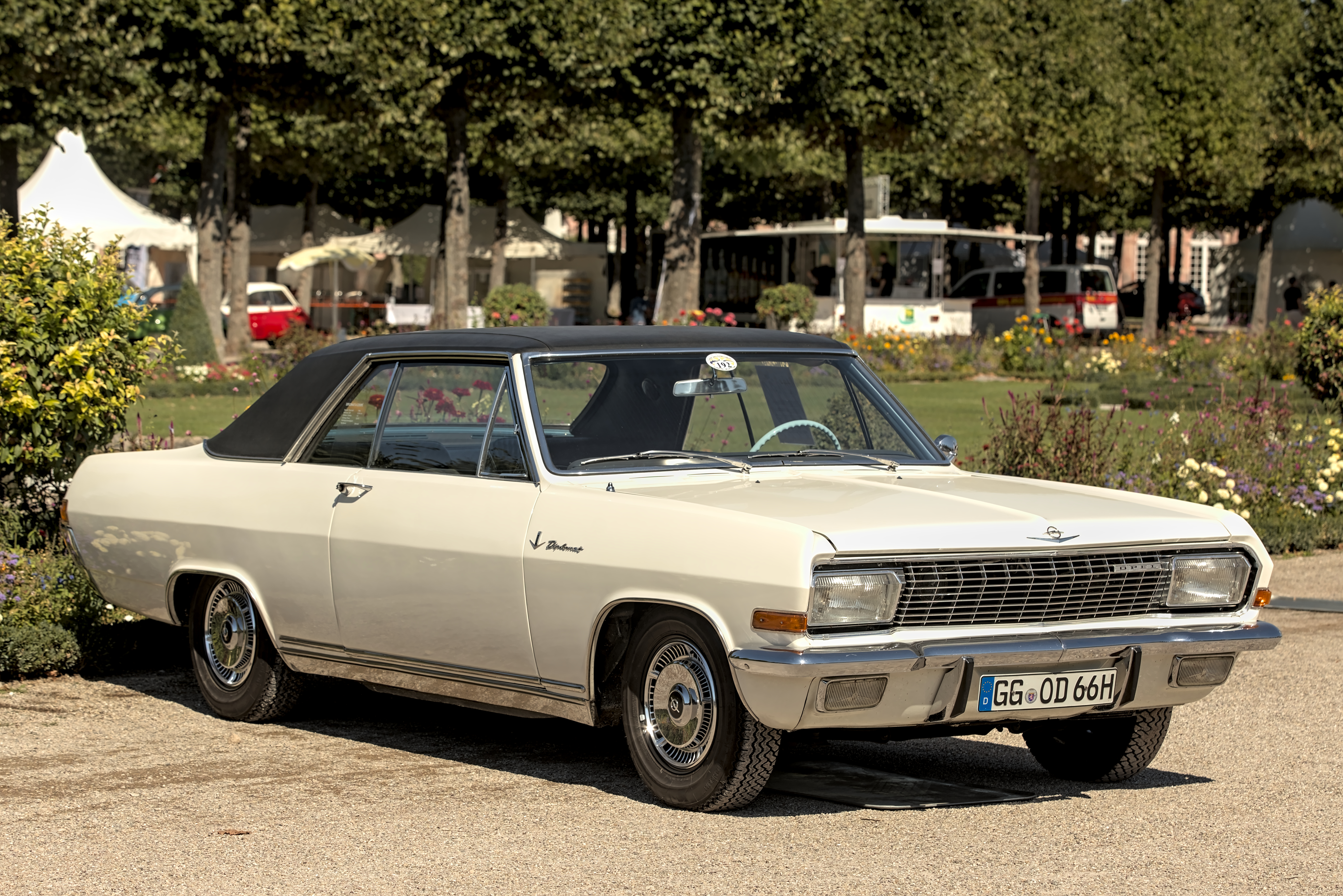
Opel Diplomat A V8 Coupé

Die luxuriöse Coupé-Variante des Diplomat gab es nur mit dem 5,4-Liter-Motor, der auch den Nachfolger Diplomat B (1969–1977) motorisierte. Das Diplomat V8 Coupé war die Krone des Opel-Programms. Allerdings blieben die Verkäufe hinter den Erwartungen zurück. Die meisten Fahrzeuge wurden ohne Vinyldach, dafür viele mit Lederausstattung ausgeliefert.
Von Februar 1965 bis Juli 1967 wurden bei Karmann in Osnabrück 347 Exemplare hergestellt. Der Preis betrug zunächst 25.500 DM (das entspricht inflationsbereinigt etwa 61900 EUR) und ab 18. April 1966: 26.000 DM, Lederpolsterung kostete 1.500 DM Aufpreis. Das Diplomat Coupé lag damit preislich über vergleichbaren Sportmodellen wie dem Mercedes 280 SL oder dem Porsche 911.

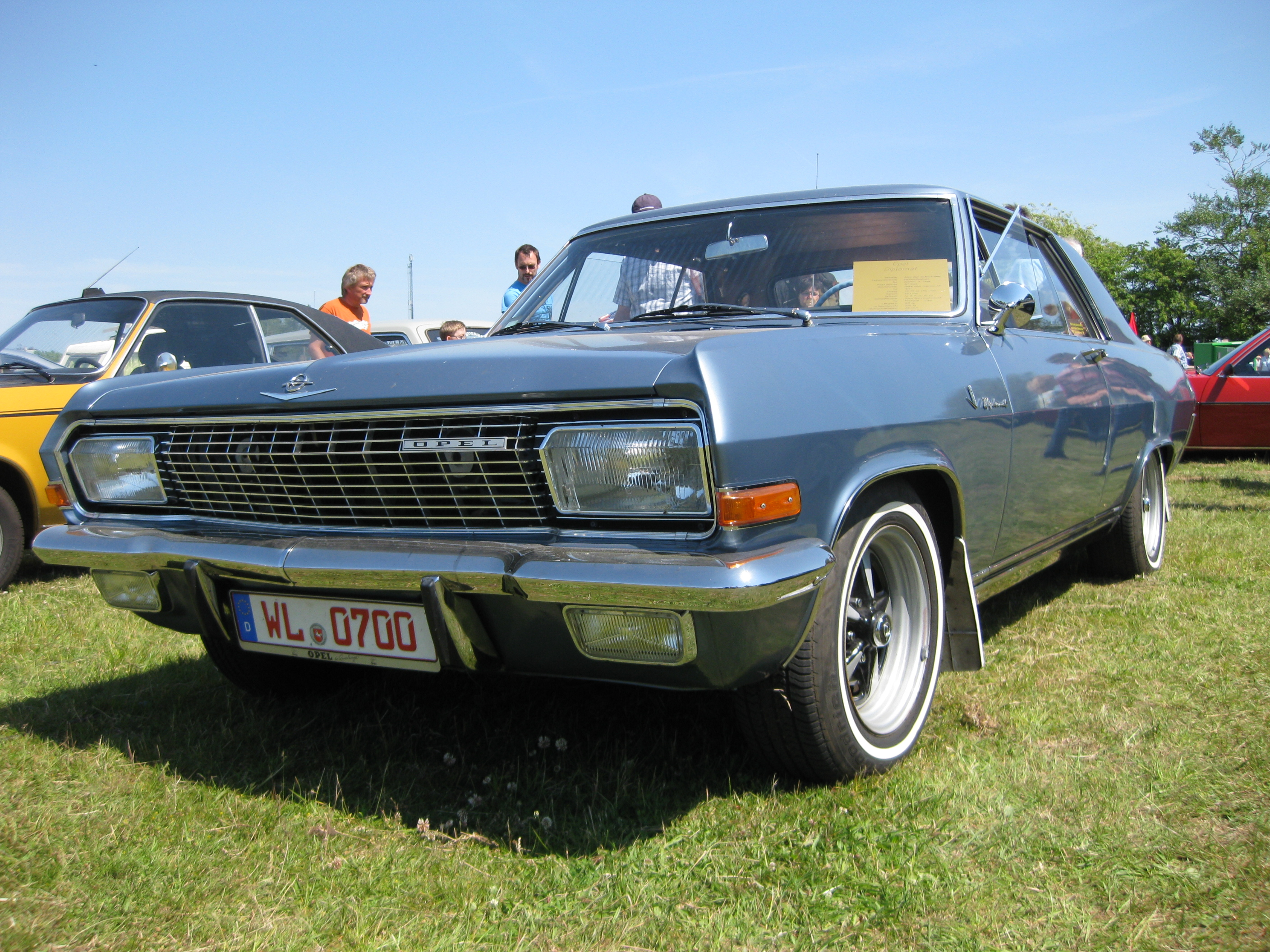
Opel Diplomat Coupé (1965–1967)
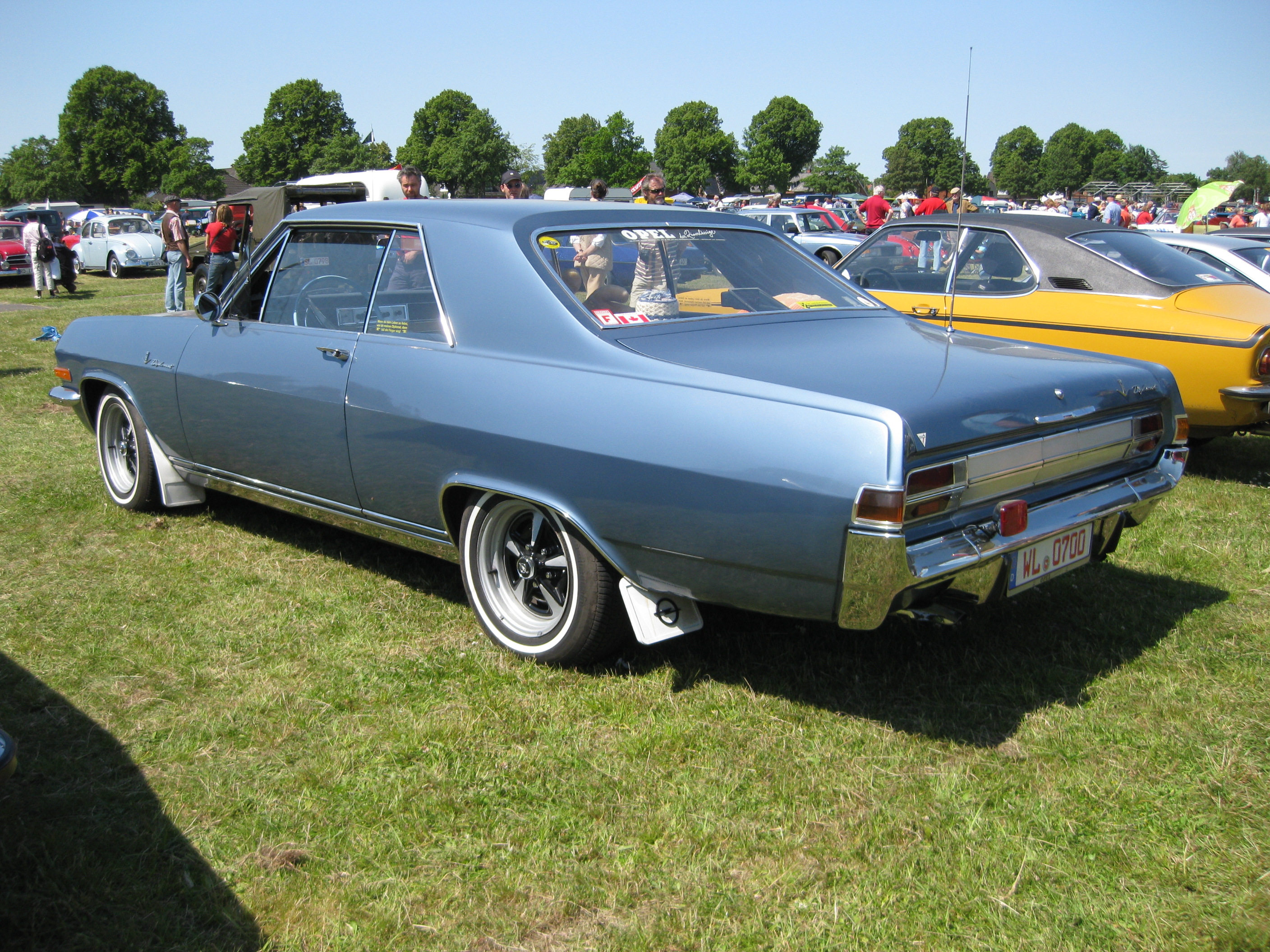
Heckansicht

## Technische Beschreibung

### Karosserie
Die neue selbsttragende Karosserie der drei Typen war im Wesentlichen identisch und gestalterisch an den Chevrolet Nova angelehnt. Die markanten Rechteckscheinwerfer mit prismatisch gekanteten Streuscheiben und den als Sonderzubehör erhältlichen Breitstrahl-Nebelleuchten unter der Stoßstange verliehen der KAD-A-Reihe ein eigenständiges, harmonisches Äußeres. Insgesamt wurde die Gestaltung der KAD-A-Reihe in Deutschland jedoch häufig als zu amerikanisch empfunden.
Serie
- Viertürige Stufenhecklimousine (Kapitän, Admiral und Diplomat)
- Zweitüriges Coupé (nur Diplomat, 347 Stück gefertigt) – entwickelt bei Karmann in Rheine und Osnabrück unter der Leitung von Johannes Beeskow und auch bei Karmann gebaut.

Einzelstücke
- Langversion, gebaut bei Vogt Autotechnik in Unterschneidheim, das Unternehmen existiert nicht mehr.
- Cabrio auf Coupé-Basis, gebaut bei Karmann in Osnabrück zur IAA 1965 (in den Produktionszahlen des Coupés nicht enthalten).

### Fahrwerk
Die neue Karosserie war mit einem konventionellen Fahrwerk verbunden, bestehend aus hinterer Starrachse mit langen, längsliegenden Zweiblattfedern (Diplomat: Dreiblattfeder) und Vorderradeinzelaufhängung mit Schraubenfedern, Querlenkern und innenliegenden Stoßdämpfern (beim Diplomat etwas verstärkt). Alle KAD-Modelle hatten ein Zweikreisbremssystem mit Scheibenbremsen vorn und einen Bremskraftverstärker.

### Motoren
Der 2,6-Liter-Sechszylinder-Reihenmotor mit vierfach gelagerter Kurbelwelle und seitlicher Nockenwelle basierte auf der Vorkriegskonstruktion aus dem Opel Super 6 von 1937. Er wurde gegenüber der Version aus dem bisherigen Kapitän verbessert und erreichte nun 73,5 kW (100 PS) bei 4600/min und 181 Nm bei 2400/min. Dabei setzte Opel erstmals wartungsfreie Hydrostößel ein, die eine Kontrolle und Einstellung des Ventilspiels überflüssig machten. Den rasant steigenden Ansprüchen in der Oberklasse genügte diese technisch überholte Konstruktion jedoch schon bald nicht mehr, sodass im September 1965 der neu entwickelte Sechszylinder-Reihenmotor Opel CIH als „2.8 S“ mit siebenfach gelagerter Kurbelwelle, obenliegender Nockenwelle und Registervergaser, 2,8 Litern Hubraum und 92 kW (125 PS) folgte. Ab 1967 wurde er als „2.8 HL“ („Hochleistungsmotor“) mit zwei Zenith-Registervergasern ausgestattet und erreichte damit 103 kW (140 PS).
Nach dem bereits Ende der 1920er Jahre kurz angebotenen Opel Regent mit Achtzylinder-Reihenmotor war bei Opel nun erneut ein Motor mit acht Zylindern im Programm: Der V8-Motor stammte von der Chevrolet-Division der Konzernmutter General Motors (Motorbezeichnung 283V). Dieser leistete 140 kW (190 PS) bei 4600/min, brachte ca. 347 Nm bei 3000/min und war zunächst nur im Diplomat erhältlich. Ab 1965 gab es zunächst nur für das Diplomat Coupé schließlich noch einen 5,4 Liter-Motor mit 169 kW (230 PS). Später war es auch möglich, die Diplomatlimousine mit dem größeren Motor zu ordern (Modell: Opel Diplomat A 5.4). In geringem Umfang wurden V8-Motoren ab 1965 auch im Kapitän und Admiral eingebaut.
Der größere Hubraum wirkte sich hauptsächlich auf die Beschleunigung aus, weniger auf die Höchstgeschwindigkeit (Vergleich Vmax: Diplomat A 4.6 200 km/h, Diplomat A 5.4 206 km/h).
- 283 in3 (4638 cm3) Hubraum, 140 kW (190 PS) bei 4600/min
- 327 in3 (5354 cm3) Hubraum, 169 kW (230 PS) bei 4700/min

Die V8-Motoren schädigten den Ruf der KAD-A-Reihe, insbesondere des Diplomats: Während sich der kleinere V8-Motor als nicht vollgasfest entpuppte, kam für alle V8-Motoren Kritik am hohen Kraftstoffverbrauch hinzu, der selbst bei normaler Fahrweise  über 20 l/100 km steigen konnte.

### Getriebe
Die Sechszylindermotoren wurden zunächst mit einer serienmäßigen 4-Gang-Lenkradschaltung kombiniert. Mittelschalthebel oder Zweigang-Powerglide-Automatik von General Motors (bereits mit Kickdown-Funktion) mit Schalthebel am Lenkrad konnten aufpreispflichtig geliefert werden. Die V8-Motoren wurden grundsätzlich in Kombination mit einem Automatikgetriebe geliefert, somit war es auch im Diplomat A serienmäßig, hier mit Mittelwählhebel.
Werbeanzeigen beschrieben eine Kombination des V8 mit Viergang-Schaltgetriebe, Höchstgeschwindigkeit 210 km/h, diese Version wurde aber nach wenigen Probefahrzeugen wegen Überbeanspruchung der Kupplung und des Getriebes nicht angeboten. Dennoch gelangten einige Exemplare in Privatbesitz.

### Technische Daten
| Opel Kapitän/Admiral/Diplomat A (1964–1968) |                                                                                          |                                                                                          |                                                                                          | | |
| Opel KAD:                                   | Kap/Adm 2,6                                                                              | Kap/Adm 2800 S                                                                           | Kap/Adm 2800 HL                                                                          | Kap/Adm/Dipl 4,6                                                                                                  | Kap/Adm/Dipl 5,4                                                                                                  |
| Motor                                       | 6-Zylinder-Viertakt-Reihenmotor (HL: Hochleistung)                                       | 6-Zylinder-Viertakt-Reihenmotor (HL: Hochleistung)                                       | 6-Zylinder-Viertakt-Reihenmotor (HL: Hochleistung)                                       | 8-Zylinder-V-Motor (Viertakt)                                                                                     | 8-Zylinder-V-Motor (Viertakt)                                                                                     |
| Hubraum                                     | 2605 cm³                                                                                 | 2784 cm³                                                                                 | 2784 cm³                                                                                 | 4638 cm³ Chevrolet 283 (283 Kubikzoll)                                                                            | 5354 cm³ Chevrolet 327 (327 Kubikzoll)                                                                            |
| Bohrung × Hub                               | 85 × 76,5 mm                                                                             | 92 × 69,8 mm                                                                             | 92 × 69,8 mm                                                                             | 98,4 × 76,2 mm | 101,6 × 82,6 mm                                                                                                   |
| Leistung (PS) bei 1/min                     | 73,5 kW (100 PS) 4600                                                                    | 92 kW (125 PS) 4800                                                                      | 103 kW (140 PS) 4900                                                                     | 140 kW (190 PS) 4600                                                                                              | 169 kW (230 PS) 4700                                                                                              |
| Max. Drehmoment bei 1/min                   | 181 Nm 2400                                                                              | 206 Nm 3500                                                                              | 223 Nm 3700                                                                              | 347 Nm 3000 | 427 Nm 3100 |
| Verdichtung                                 | 8,2:1                                                                                    | 9,5:1                                                                                    | 9,5:1                                                                                    | 9,25:1 | 10,5:1 |
| Gemischaufbereitung                         | ein Fallstromvergaser                                                                    | ein Register-Fallstromvergaser                                                           | zwei Register-Fallstromvergaser                                                          | ein Carter Vierfach-Fallstromvergaser                                                                             | ein Carter Vierfach-Fallstromvergaser                                                                             |
| Ventilsteuerung                             | OHV, seitliche Nockenwelle, Antrieb durch Stirnradgetriebe                               | CIH: obenliegende Nockenwelle, Antrieb durch Duplex-Rollenkette                          | CIH: obenliegende Nockenwelle, Antrieb durch Duplex-Rollenkette                          | OHV, eine untenliegende zentrale Nockenwelle mit Kettenantrieb                                                    | OHV, eine untenliegende zentrale Nockenwelle mit Kettenantrieb                                                    |
| Kühlung                                     | Wasserkühlung                                                                            | Wasserkühlung                                                                            | Wasserkühlung                                                                            | Wasserkühlung | Wasserkühlung |
| Getriebe                                    | 4-Gang-Getriebe, Lenkrad- oder Mittelschaltung (a. W. Powerglide-Zweigangautomatik (GM)) | 4-Gang-Getriebe, Lenkrad- oder Mittelschaltung (a. W. Powerglide-Zweigangautomatik (GM)) | 4-Gang-Getriebe, Lenkrad- oder Mittelschaltung (a. W. Powerglide-Zweigangautomatik (GM)) | Powerglide-Zweigangautomatik (GM), Wählhebel an Lenksäule (Kapitän und Admiral) bzw. auf Mittelkonsole (Diplomat) | Powerglide-Zweigangautomatik (GM), Wählhebel an Lenksäule (Kapitän und Admiral) bzw. auf Mittelkonsole (Diplomat) |
| Radaufhängung vorn                          | Einzelradaufhängung an Doppelquerlenkern, Schraubenfedern                                | Einzelradaufhängung an Doppelquerlenkern, Schraubenfedern                                | Einzelradaufhängung an Doppelquerlenkern, Schraubenfedern                                | Einzelradaufhängung an Doppelquerlenkern, Schraubenfedern                                                         | Einzelradaufhängung an Doppelquerlenkern, Schraubenfedern                                                         |
| Radaufhängung hinten                        | Starrachse mit halbelliptischen Blattfedern                                              | Starrachse mit halbelliptischen Blattfedern                                              | Starrachse mit halbelliptischen Blattfedern                                              | Starrachse mit halbelliptischen Blattfedern                                                                       | Starrachse mit halbelliptischen Blattfedern                                                                       |
| Karosserie                                  | Stahlblech, selbsttragend                                                                | Stahlblech, selbsttragend                                                                | Stahlblech, selbsttragend                                                                | Stahlblech, selbsttragend                                                                                         | Stahlblech, selbsttragend                                                                                         |
| Spurweite vorn/hinten                       | 1494/1510 mm                                                                             | 1494/1510 mm                                                                             | 1494/1510 mm                                                                             | 1494/1510 mm | 1494/1510 mm |
| Radstand                                    | 2845 mm                                                                                  | 2845 mm                                                                                  | 2845 mm                                                                                  | 2845 mm | 2845 mm |
| Länge                                       | 4948 mm                                                                                  | 4948 mm                                                                                  | 4948 mm                                                                                  | 4948 mm | 4948 mm |
| Leergewicht                                 | 1380–1630 kg                                                                             | 1380–1630 kg                                                                             | 1380–1630 kg                                                                             | 1380–1630 kg | 1380–1630 kg |
| Höchstgeschwindigkeit                       | 156–158 km/h                                                                             | 166–170 km/h                                                                             | 175–180 km/h                                                                             | 198 km/h | 200 km/h |
| 0–100 km/h                                  | 16–18 s                                                                                  | 14–16 s                                                                                  | 12–14 s                                                                                  | 11 s | 10 s |
| Verbrauch (Liter/100 Kilometer)             | 13–14 S                                                                                  | 15–16 S                                                                                  | 16–17 S                                                                                  | 19,0 S | 20,0 S |

## Produktionszahlen KAD
Zwischen 1964 und 1968 wurden 89.277 KAD hergestellt.
| Jahr                   | 1964   | 1965   | 1966   | 1967  | 1968  | Summe  |
| ---------------------- | ------ | ------ | ------ | ----- | ----- | ------ |
| 2.6 Kapitän            | 9.446  | 5.584  |        |       |       | 15.030 |
| 2.6 Admiral            | 19.904 | 11.414 |        |       |       | 31.318 |
| 2.5 Kapitän Österreich |        |        | 187    | 16    |       | 203    |
| 2.5 Admiral Österreich |        |        | 326    | 51    |       | 377    |
| 2.8 Kapitän            |        | 1.974  | 3.893  | 1.599 | 1.437 | 8.903  |
| 2.8 Admiral            |        | 5.776  | 11.688 | 3.366 | 2.728 | 23.558 |
| 4.6 Kapitän            |        | 49     | 41     | 13    | 10    | 113    |
| 4.6 Admiral            | 1      | 236    | 221    | 104   | 61    | 623    |
| 4.6 Diplomat           | 1.220  | 3.991  | 2.024  | 785   | 498   | 8.518  |
| 5.4 Diplomat           |        |        | 43     | 141   | 146   | 330    |
| 5.4 Diplomat Coupé     |        | 238    | 50     | 16    |       | 304    |
| Summe                  | 30.571 | 29.262 | 18.473 | 6.091 | 4.880 | 89.277 |